# Copa de Competencia Adolfo Bullrich 1903
La Copa de Competencia 1903 (también llamada Copa Competencia "Adolfo Bullrich" 1903) fue la primera edición de esta competición oficial y de carácter nacional, organizada por la Argentine Football Association. Fue la primera copa nacional organizada y disputada exclusivamente por equipos nacionales.
La copa que estaba en juego fue donada por el intendente de la Municipalidad de Buenos Aires, Adolfo Bullrich, y por eso llevó su nombre. Fue disputada por 9 de los 10 equipos de la Segunda División, a quienes se les sumó Lomas Juniors de Tercera División.
La competencia consagró campeón a San Martín, al vencer por 1 a 0 en la final a Estudiantes.

## Sistema de disputa
Los equipos se enfrentaron entre sí por eliminación directa a partido único. De los 9 equipos de Segunda División, 6 accedieron a cuartos de final, mientras que los 3 restantes y el equipo de Tercera División debieron disputar una instancia más.
Los partidos en general se jugaron en cancha neutral. En caso de igualdad, se disputó tiempo extra. De persistir la igualdad, se jugó un partido desempate donde, de persistir la igualdad, se jugó tiempo extra. En caso de igualdad en cancha no neutral, el desempate se disputó en la cancha del equipo que fue visitante.

## Equipos participantes
| Equipo               | Ciudad          |
| -------------------- | --------------- |
| Argentino de Quilmes | Quilmes         |
| Alumni II            | Buenos Aires    |
| Banfield             | Banfield        |
| Barracas II          | Buenos Aires    |
| Belgrano II          | Buenos Aires    |
| Estudiantes          | Buenos Aires    |
| Lomas Juniors        | Lomas de Zamora |
| San Isidro           | San Isidro      |
| San Martín           | San Martín      |
| Tigre Juniors        | Tigre           |

## Fase final
En cada cruce se muestra el resultado global.
|  | Octavos de final | Octavos de final     |               |             | Cuartos de final | Cuartos de final |   |  | Semifinales | Semifinales |   |  | Final | Final |  |
|  |                  |                      |               |             |                  |                  |   |  |             |             |   |  |       |       |  |
|  |                  |                      |               |             |                  |                  |   |  |             |             |   |  |       |       |  |
|  | San Martín       |                      |               |             |                  |                  |   |  |             |             |   |  |       |       |  |
|  |                  |                      |               |             |                  |                  |   |  |             |             |   |  |       |       |  |
|  | Lomas Juniors    |                      |               |             |                  |                  |   |  |             |             |   |  |       |       |  |
|  |                  | San Martín           | 5             |             |                  |                  |   |  |             |             |   |  |       |       |  |
|  |                  |                      | 5             |             |                  |                  |   |  |             |             |   |  |       |       |  |
|  |                  |                      | Belgrano II   | 3           |                  |                  |   |  |             |             |   |  |       |       |  |
|  |                  |                      | Belgrano II   | 3           |                  |                  |   |  |             |             |   |  |       |       |  |
|  |                  |                      |               |             |                  |                  |   |  |             |             |   |  |       |       |  |
|  |                  |                      |               |             |                  |                  |   |  |             |             |   |  |       |       |  |
|  |                  |                      |               |             |                  | San Martín       | 1 |  |             |             |   |  |       |       |  |
|  |                  |                      |               |             |                  |                  | 1 |  |             |             |   |  |       |       |  |
|  |                  |                      | Alumni II     | 0           |                  |                  |   |  |             |             |   |  |       |       |  |
|  |                  |                      | Alumni II     | 0           |                  |                  |   |  |             |             |   |  |       |       |  |
|  |                  |                      |               |             |                  |                  |   |  |             |             |   |  |       |       |  |
|  |                  |                      |               |             |                  |                  |   |  |             |             |   |  |       |       |  |
|  |                  | Banfield             | 1             |             |                  |                  |   |  |             |             |   |  |       |       |  |
|  |                  |                      | 1             |             |                  |                  |   |  |             |             |   |  |       |       |  |
|  |                  |                      | Alumni II     | 4           |                  |                  |   |  |             |             |   |  |       |       |  |
|  |                  |                      | Alumni II     | 4           |                  |                  |   |  |             |             |   |  |       |       |  |
|  |                  |                      |               |             |                  |                  |   |  |             |             |   |  |       |       |  |
|  |                  |                      |               |             |                  |                  |   |  |             |             |   |  |       |       |  |
|  |                  |                      |               |             |                  |                  |   |  |             | San Martín  | 1 |  |       |       |  |
|  |                  |                      |               |             |                  |                  |   |  |             |             | 1 |  |       |       |  |
|  |                  |                      | Estudiantes   | 0           |                  |                  |   |  |             |             |   |  |       |       |  |
|  | San Isidro       | 0                    | Estudiantes   | 0           |                  |                  |   |  |             |             |   |  |       |       |  |
|  | San Isidro       | 0                    |               |             |                  |                  |   |  |             |             |   |  |       |       |  |
|  | Estudiantes      | 1                    |               |             |                  |                  |   |  |             |             |   |  |       |       |  |
|  | Estudiantes      | 1                    |               | Estudiantes | 2                |                  |   |  |             |             |   |  |       |       |  |
|  |                  |                      |               | Estudiantes | 2                |                  |   |  |             |             |   |  |       |       |  |
|  |                  |                      | Tigre Juniors | 1           |                  |                  |   |  |             |             |   |  |       |       |  |
|  |                  |                      | Tigre Juniors | 1           |                  |                  |   |  |             |             |   |  |       |       |  |
|  |                  |                      |               |             |                  |                  |   |  |             |             |   |  |       |       |  |
|  |                  |                      |               |             |                  |                  |   |  |             |             |   |  |       |       |  |
|  |                  |                      |               |             |                  | Estudiantes      | 3 |  |             |             |   |  |       |       |  |
|  |                  |                      |               |             |                  |                  | 3 |  |             |             |   |  |       |       |  |
|  |                  |                      | Barracas II   | 2           |                  |                  |   |  |             |             |   |  |       |       |  |
|  |                  |                      | Barracas II   | 2           |                  |                  |   |  |             |             |   |  |       |       |  |
|  |                  |                      |               |             |                  |                  |   |  |             |             |   |  |       |       |  |
|  |                  |                      |               |             |                  |                  |   |  |             |             |   |  |       |       |  |
|  |                  | Argentino de Quilmes | 0             |             |                  |                  |   |  |             |             |   |  |       |       |  |
|  |                  |                      | 0             |             |                  |                  |   |  |             |             |   |  |       |       |  |
|  |                  |                      | Barracas II   | 3           |                  |                  |   |  |             |             |   |  |       |       |  |
|  |                  |                      | Barracas II   | 3           |                  |                  |   |  |             |             |   |  |       |       |  |
|  |                  |                      |               |             |                  |                  |   |  |             |             |   |  |       |       |  |
|  |                  |                      |               |             |                  |                  |   |  |             |             |   |  |       |       |  |
|  |                  |                      |               |             |                  |                  |   |  |             |             |   |  |       |       |  |
|  |                  |                      |               |             |                  |                  |   |  |             |             |   |  |       |       |  |

### Octavos de final
| 17 de mayo                                                | San Martín | vs. | Lomas Juniors |  |  |
| Lomas Juniors no se presentó y San Martín ganó los puntos |            |     |               |  |  |

| 17 de mayo | San Isidro | 0:1 | Estudiantes | Cancha de San Isidro, Isidro |  |
|            |            |     | O'Farrell   |                              |  |

### Cuartos de final
| 14 de junio | Estudiantes       | 2:1 | Tigre Juniors |  |  |
|             | Susan · O'Farrell |     | Malm          |  |  |

| 24 de junio | Argentino de Quilmes | 0:3 | Barracas II                  | Cancha de Argentino de Quilmes, Quilmes |  |
|             |                      |     | Potter · Coffey · Mac Donald |                                         |  |

| 29 de junio | Banfield     | 1:4 | Alumni II             | Cancha de Banfield, Banfield |  |
|             | Hirst (pen.) |     | Brown · Moore · Young |                              |  |

| 9 de julio | San Martín       | 2:2 | Belgrano II |  |  |
|            | Breckon · Leunda |     | Ruggeroni   |  |  |

#### Desempate
| 12 de julio | Belgrano II | 1:3 (1:1) | San Martín          |  |  |
|             | Barker      |           | Leunda · Grimdstich |  |  |

### Semifinales
| 19 de julio | Estudiantes                      | 3:2 (1:1) (t. s.) | Barracas II     | Cancha de Ferro Carril Oeste, Buenos Aires |  |
|             | Almados (pen.) (pen.) · González |                   | Coffey · Potter |                                            |  |

| 26 de julio | San Martín | 1:0 | Alumni II |  |  |
|             | Leunda     |     |           |  |  |

### Final
| 15 de agosto | San Martín | 1:0 | Estudiantes |  |  |
|              | Leunda     |     |             |  |  |

|                                |
|                                |
| Campeón San Martín 1.er título |

## Goleadores
| Jugador    | Goles | Equipo      |
| ---------- | ----- | ----------- |
| Leunda     | 5     | San Martín  |
| Ruggeroni  | 2     | Belgrano II |
| Brown      | 2     | Alumni II   |
| Coffey     | 2     | Barracas II |
| Potter     | 2     | Barracas II |
| Almados    | 2     | Estudiantes |
| O'Farrell  | 2     | Estudiantes |
| Hirst      | 1     | Banfield    |
| Barker     | 1     | Belgrano II |
| Malm       | 1     | Tigre       |
| Moore      | 1     | Alumni II   |
| Young      | 1     | Alumni II   |
| Mac Donald | 1     | Barracas II |
| González   | 1     | Estudiantes |
| Susan      | 1     | Estudiantes |
| Breckon    | 1     | San Martín  |
| Grimdstich | 1     | San Martín  |

## Estadísticas
| Pos. | Equipo               | Pts. | J | G | E | P | GF | GC | DG | Ef. |
| ---- | -------------------- | ---- | - | - | - | - | -- | -- | -- | --- |
| 1.°  | San Martín           | 9    | 5 | 4 | 1 | 0 | 7  | 3  | 4  | 90% |
| 2.°  | Estudiantes          | 6    | 4 | 3 | 0 | 1 | 6  | 4  | 2  | 75% |
| 3.°  | Alumni II            | 2    | 2 | 1 | 0 | 1 | 5  | 1  | 4  | 50% |
| 4.°  | Barracas II          | 2    | 2 | 1 | 0 | 1 | 5  | 3  | 2  | 50% |
| 5.°  | Belgrano II          | 1    | 2 | 0 | 1 | 1 | 3  | 5  | -2 | 25% |
| 6.°  | Tigre                | 0    | 1 | 0 | 0 | 1 | 1  | 2  | -1 | 0%  |
| 7.°  | Banfield             | 0    | 1 | 0 | 0 | 1 | 1  | 4  | -3 | 0%  |
| 8.°  | Argentino de Quilmes | 0    | 1 | 0 | 0 | 1 | 0  | 3  | -3 | 0%  |
| 9.°  | Lomas Juniors        | 0    | 1 | 0 | 0 | 1 | —  | —  | —  | 0%  |
| 10.° | San Isidro           | 0    | 1 | 0 | 0 | 1 | 0  | 1  | -1 | 0%  |